# Carlos de Luxemburgo (2020)
Carlos João Filipe José Maria Guilherme (em francês: Charles Jean Philippe Joseph Marie Guillaume; Luxemburgo, 10 de maio de 2020) é um Príncipe de Luxemburgo, filho primogênito de Guilherme, Herdeiro de Luxemburgo, e de sua esposa, a condessa Stéphanie de Lannoy.
Carlos é o segundo na linha de sucessão ao trono luxemburguês, imediatamente atrás de seu pai e à frente de seu irmão, Francisco. 

## Nascimento
Carlos nasceu no dia 10 de maio de 2020 no Hospital Grã-Duquesa Carlota de Luxemburgo, às 5h13, pesando 3,190 kg. O anúncio do nascimento foi feito no site da corte grã-ducal e o príncipe foi saudado com 21 tiros de canhão.
No meio da manhã, seu pai falou oficialmente sobre o nascimento em frente ao hospital: "Para mim e minha esposa hoje é um dia maravilhoso. É mágico quando um casal tem um filho. Gostaríamos de partilhar esta alegria com todo o país, nestes tempos difíceis (se referia à pandemia de covid-19), em que tantas famílias sofrem. O bebê é uma mensagem de esperança. É uma benção."
O príncipe nasceu em plena Pandemia de COVID-19, que àquela altura mantinha boa parte do planeta e da Europa sob regras de confinamento, o que fez a corte criar um livro de homenagens virtual para evitar visitas ao Castelo de Berg e, assim, a aglomeração de pessoas.
Ele e sua mãe receberam alta na manhã do dia 13 de maio.

### Cobertura midiática
Praticamente toda imprensa de Luxemburgo deu cobertura ao nascimento do bebê: o Wort, Delano, Lux Times, Today RTL, L'Essentiel e o Tageblatt.
O nascimento também repercutiu no exterior, em revistas como a francesa Point de Vue, a espanhola Hola, a Caras de Portugal, a Vanity Fair da Espanha, e em jornais como o La Nación da Argentina.

### Primeiras fotos
Devido à pandemia de covid-19, os seus avós paternos, Henrique, Grão-Duque de Luxemburgo, e a grã-duquesa Maria Teresa de Luxemburgo conheceram o bebê através de um vídeo, sendo as imagens foram divulgadas pela corte.
No dia 13 de maio de 2020, os seus pais divulgaram as primeiras fotos oficiais do menino, que foram postadas no website da casa grã-ducal, pouco antes de deixarem a maternidade usando máscaras de proteção devido à pandemia. Em frente ao hospital, eles foram fotografados por fotógrafos de diversos jornais e revistas, nacionais e internacionais.

## Batizado e nomeação
O seu batismo aconteceu em 19 de setembro de 2020, na Abadia de Saint-Maurice de Clervaux. O seu tio paterno príncipe Luís de Luxemburgo foi seu padrinho e sua tia materna Condessa Gaëlle de Lannoy foi sua madrinha.
Como é tradicional na realeza do país, Carlos recebeu diversos nomes, vários deles históricos:
- Carlos: é um nome tradicional na realeza de Luxemburgo e na sua histórica e nobre família materna, a dos condes de Lannoy. Ele sucede, no nome, o príncipe Carlos de Luxemburgo, filho de sua tataravó, a grã-duquesa Carlota de Luxemburgo. Carlos também foi o nome de um dos primeiros condes de Lannoy a residir no Castelo de Anvaing (original, em francês: comte Charles de Lannoy), bem como é o masculino de Carlota;
- João: era o nome de um de seus bisavós paternos, falecido em 2019, o grão-duque João de Luxemburgo;
- Filipe: era o nome de seu avô materno, o conde Filipe de Lannoy, falecido em 2019;
- José: era o nome de outro de seus bisavós paternos, José Mestre, e também o 3º nome de seu pai, em francês Guillaume Jean Joseph Marie. Também refere-se ao nome de uma de suas bisavós paternas, Josefina Carlota;
- Maria: é um nome tradicional na realeza de Luxemburgo, sendo por exemplo o 5º nome de seu avô paterno, o grão-duque Henrique (Henri Albert Gabriel Félix Marie Guillaume) e o último nome de seu pai. É também o nome de sua avó materna, a grã-duquesa Maria Teresa e da mãe desta, Maria Teresa Mestre. Como nome tradicional na realeza católica de Luxemburgo, Maria é um referência à Virgem Maria e foi o nome da primeira grã-duquesa mulher do país, Maria-Adelaide de Luxemburgo (1894-1924);
- Guilherme: é o nome de seu pai, mas também um nome tradicional na realeza de Luxemburgo.

## Compromissos oficiais e aparições públicas
Depois de seu batizado, Charles atendeu seu primeiro compromisso oficial, com seus pais, no dia 21 de setembro de 2020, quando participou de um evento do plantio de uma árvore em sua homenagem.
Em seguida, em 05 de outubro, ele foi levado pelos pais a uma cerimônia de batizado de uma espécie de rosa, nomeada em sua honra como "Príncipe Carlos de Luxemburgo" (em francês: Prince Charles de Luxembourg), e, 10 dias depois, no dia 15 de outubro, participou de uma recepção a representantes da "Associação de Parteiras de Luxemburgo" no Castelo de  Fischbach, onde a família do Grão-Duque Herdeiro mora.
A intensa atividade do pequeno príncipe junto aos pais chamou atenção da revista especializada em realeza, a franceca Point de Vue, que escreveu: "Carlos de Luxemburgo, 5 meses e já três compromissos!" (em francês: Charles de Luxembourg, 5 mois et déjà trois engagements!).

Carlos participa continuamente de atividades com seus pais.

Árvore em homenagem ao nascimento do Príncipe Charles no Parque Pescatore
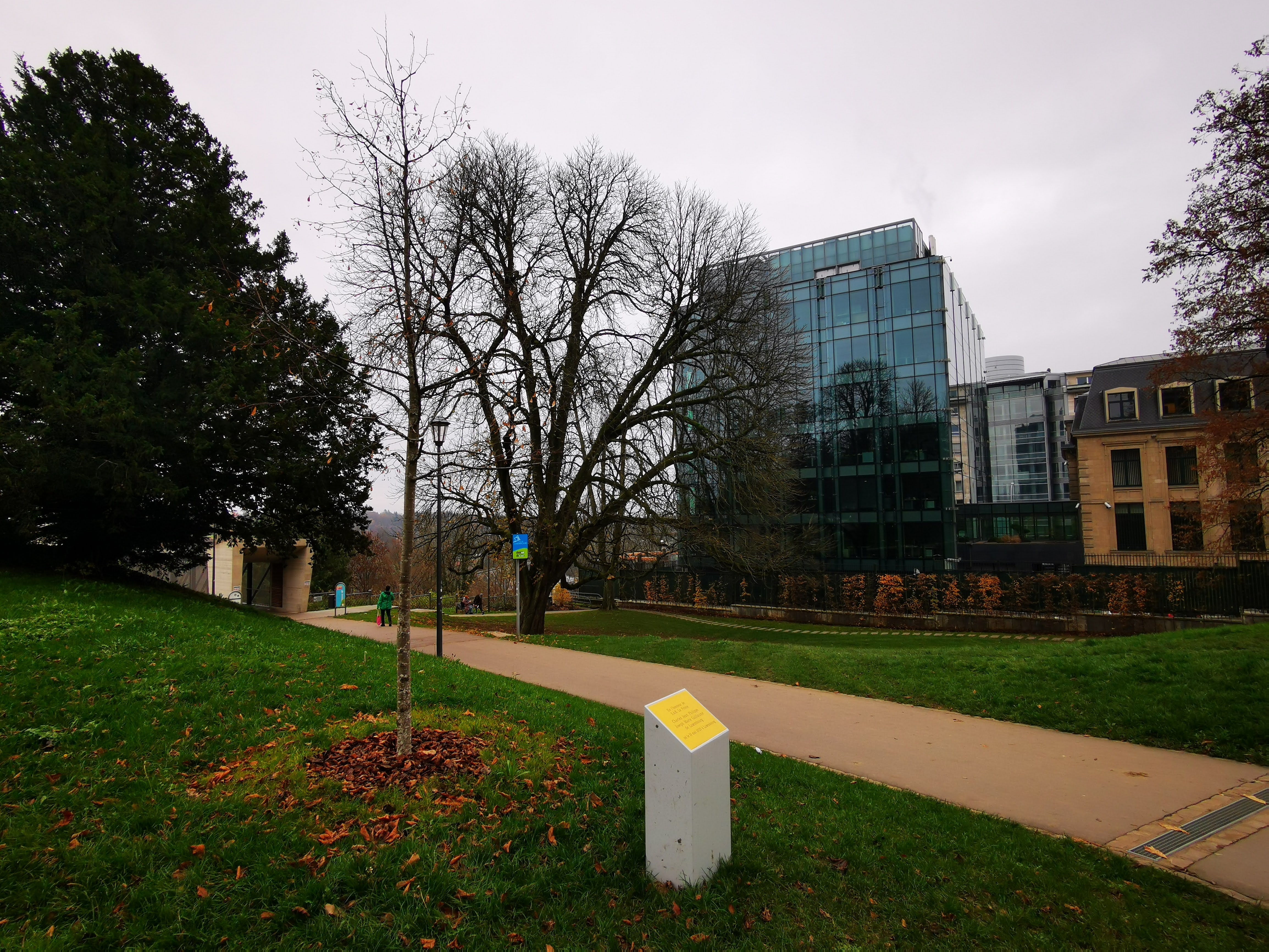
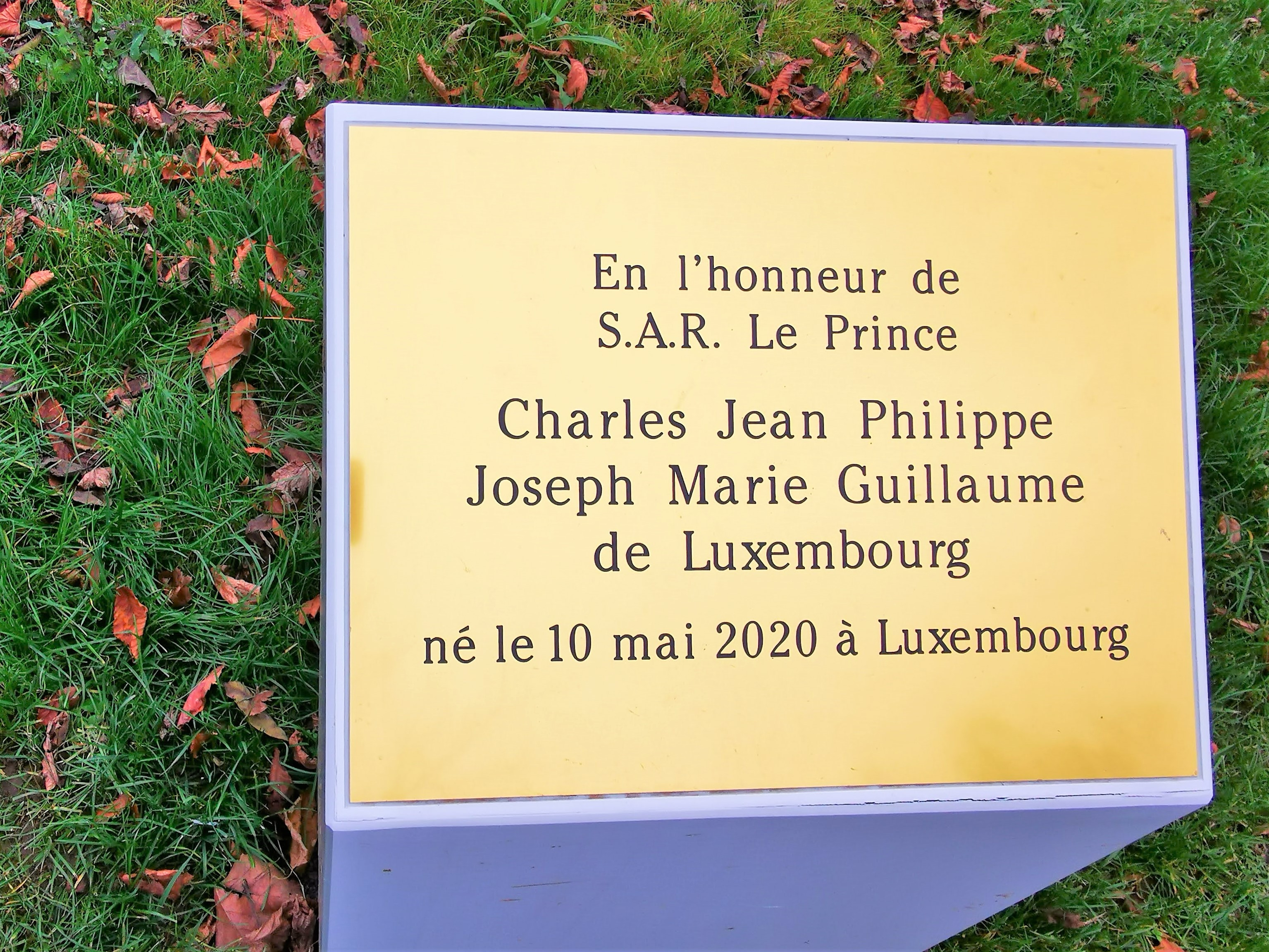

## Títulos, estilos e honras
- 10 de maio de 2020 – presente: Sua Alteza Real, o Príncipe Carlos de Luxemburgo, Príncipe de Nassau, Príncipe de Parma